# Campus TV
Campus TV was een productiebedrijf voor internettelevisie in Amsterdam, alsmede een website over het studentenleven. De online studentenzender werd in september 2006 opgericht door Beau van Erven Dorens, Mark Koster en Wouter Laumans, oud-collega's van het van de buis gehaalde televisieprogramma NSE (Talpa). Het bedrijf startte in eerste instantie met een groep vrijwilligers, voornamelijk Amsterdamse studenten, die verantwoordelijk waren voor de dagelijkse productie van video-items.

## Productie
Later werd de website voornamelijk bijgehouden door stagiaires, terwijl het bedrijf zich in 2009 meer op professionele producties richtte voor opdrachtgevers als Coolpolitics, Dagblad De Pers, Sanoma, de Sponsor Bingo Loterij en NU.nl. Sinds de oprichting werden ook video-items voor het UvA-weekblad Folia gemaakt.

## Rechtszaak tegen YouTube
Op 19 oktober 2006 sommeerde een advocaat van Campus TV de Amerikaanse website YouTube een filmpje te verwijderen dat naar de Amerikaanse site was gekopieerd. In het filmpje is het verhaal te horen van een studente die haar geld verdient als prostituee. YouTube verwijderde het filmpje overigens meteen.